# Swamp blues
Swamp blues (conosciuto anche con il nome di the Excello sound, dal nome dell'omonima etichetta discografica) è uno stile blues distinto che si è sviluppato attorno a un gruppo di artisti della Louisiana, prodotti dal promoter Jay Miller di Baton Rouge negli anni '50.
Il termine swamp, ovvero palude o acquitrino, allude all'ambiente dei "bayou" tipico di una parte della Louisiana.
Generalmente ha un tempo lento e incorpora forti influenze degli stili regionali del zydeco e cajun. 
Tra i più famosi propositori troviamo Slim Harpo e Lightnin' Slim, che ebbero un certo numero di successi nelle classifiche rhythm and blues regionali e nazionali e i cui brani vennero frequentemente interpretati da gruppi della British invasion.